# Friedrich Christian Ludwig von Stein
Friedrich Christian Ludwig Freiherr von Stein (* 1703 in Miesitz; † 1739 in Regensburg) war ein deutscher Gutsherr und Politiker.

## Leben
Friedrich Christian Ludwig Freiherr von Stein war ein Mitglied der Familie Stein zu Lausnitz. Seine Eltern waren der Herr von Wirsitz und Hasla Johann Friedrich von Stein und dessen Ehefrau Regina Elisabeth von Meusebach.
Seit 1733 war er Besitzer des Gutes Kochberg. Zur Gutsherrschaft gehörten laut dem Lehnbrief des Landgrafen von Thüringen aus dem Jahre 1750 das Rittergut und die Ortschaft Großkochberg, die Vorwerke Clößwitz, Studnitz, und Kuhfraß und weitere Vorwerke. Stein war damit auch der Lehns- und Gerichtsherr. Er zog mit seiner Gattin in das neu gestaltete Schloss ein. Nachdem er in Gothaischen Diensten stand, wurde er 1734 zum Reichshofrat und zum Kaiserlichen Gesandten in Regensburg bestellt. Im 1731 hatte Kaiser Karl VI. ihm und seinem Bruder Christian Heinrich die erbliche Freiherrenwürde verliehen.
Er heiratete 1731 Elisabeth Rosina Dorothea Charlotte, geb. von Rothenhan aus dem Hause Rentweinsdorf.
Sein Sohn ist der Sachsen-Weimarische Oberstallmeister Josias von Stein.